# Isoraka
Isoraka est un quartier du 1er arrondissement d'Antananarivo, capitale de Madagascar.

## Description
Le quartier est situé au nord-ouest du lac Anosy.
On trouve les premières fondations du quartier dans un soubassement au nord d'Anosy.
On doit l'émergence de ce qui semblait encore n'être qu'un village, grâce au docteur Théodore Villette qui fit construire une maternité, inaugurée en 1901. 
Protestants et Catholiques se partagent aujourd'hui encore les lieux. 
La mission luthérienne norvégienne se trouve à l'Ouest, alors qu'en remontant la rue Gabriel Ramanantsoa, l'école Saint Joseph de Cluny fait face à l'église d'Ambatonilita. 
Après une première construction en 1987, l'édifice catholique, sous le patronage de Saint Vincent de Paul, fut reconstruit en 1942.
L'administration coloniale avait trouvé les lieux propices à l'implantation d'une poudrerie, dirigée par James Cameron. 
Quelle ne fut sa déception quand son activité partit en fumée ? Horreur aussi pour le roi Radama Ier qui perdit, dans l'explosion, son fils Ravarika. 
La rue Gabriel Ramanantsoa relie Antaninarenina à Isotry ou à Antsahavola. 
La galerie Yerden est riche de ses 10000 sculptures, tableaux et autres trésors de la culture malgache. 
Dans la rue de la Réunion, une discrète villa abrite en un seul lieu l'Institut de civilisation et le musée d'art et d'archéologie. 
Le Tombeau de Rainiharo est aussi situé à Isoraka.